# Lev Narychkine
Lev Kirillovitch Narychkine (1664-1705) était un homme politique russe, le président de le prikase des Affaires étrangères (administrateur au département diplomatique) de 1697 à 1699.

## Famille
Il est le fils de Kirill Narychkine, obscur gentilhomme russe de province, il fut également le frère de Nathalie Narychkine (épouse d'Alexis Ier de Russie), frère de Kirill Kirillovitch Narychkine, d'Athanase Kirillovitch Narychkine assassiné en 1682 lors de la révolte des Strelitz, d'Ivan Kirillovitch Narychkine également assassiné lors de la révolte des Strelitz en 1682, oncle maternel de Pierre Ier.
Lev Kirillovitch Narychkine fut le dernier président de le prikase des affaires étrangères. Il est connu pour avoir construit l'église de l'Intercession de la Vierge à Fili.

## Sources
* Pierre Ier le Grand d'Henri Troyat